# Protosuberites rugosus
Protosuberites rugosus är en svampdjursart som först beskrevs av Topsent 1893.  Protosuberites rugosus ingår i släktet Protosuberites och familjen Suberitidae. Inga underarter finns listade i Catalogue of Life.